# Carme Bazán i Lázaro
Carme Bazán i Lázaro (Barcelona, 1944) és una mestra catalana. Filla d'aragonesos, el 1978 va arribar al CP Príncep de Viana I — un dels quatre centres en què s'havia dividit l'antiga Escola Pegaso per tal de facilitar la complexa organització de 1.200 alumnes i 62 mestres— amb la idea que l'escola pública era clau per democratitzar el país. Va ocupar la direcció d'aquest centre durant vuit anys.
Del desenvolupament de la seva tasca pedagògica destaquen les seves aportacions a l'ensenyament de les matemàtiques i al tractament de la imatge i la informàtica,
i el treball didàctic L'habitatge de Sant Andreu a través del temps. A partir de l'any 1988, arran de la trobada amb J. M. Serra i Martí, tinent d'alcalde de l'Ajuntament de Barcelona, la seva labor compromesa amb l'escola pública va prendre una nova dimensió, com ara la construcció d'un nou gimnàs el 1992, la transformació d'un espai molt degradat en sala d'actes —que és utilitzada per diferents entitats del barri— i la humanització dels voltants del centre.
Va motivar el professorat a conèixer i aplicar un projecte de competència social amb l'ànim de preveure i solucionar conflictes entre els alumnes, i va promoure l'ajut i el suport a totes les famílies autòctones i immigrants que pateixen problemes d'integració per mitjà de la creació d'un grup de relació d'ajuda i acompanyament de les famílies autòctones envers les famílies immigrants. En la celebració del vintè aniversari del centre, el Departament d'Educació i el districte van permetre el canvi de nom de l'escola per Pegaso. El 2004 va rebre la Medalla d'Honor de Barcelona.